# Goibniu
În mitologia  celtică, Goibniu sau Goibhniu (pronunțat Goive-nu) este zeul fierarilor, asemănător zeului grec Hephaistos. El este fiul zeiței Danu, și este ajutat de doi fierari: Luchta, lucrător al fierului și Credne, lucrător al bronzului. Se spune că armele fabricate de el sunt vrăjite, că sulițele făcute de el nu își greșesc ținta niciodată. Galezii îl numesc Govannon.